# Michel Renaud
Pour les articles homonymes, voir Michel Renaud (homonymie) et Renaud.
Michel Renaud est un homme politique français né le 12 avril 1812 à Saint-Jean-Pied-de-Port (Pyrénées-Atlantiques) et mort le 29 janvier 1885 à Pau (Pyrénées-Atlantiques).

## Biographie
Négociant à Saint-Jean-Pied-de-Port, il est député des Basses-Pyrénées de 1848 à 1851. Opposant au Second Empire, il est arrêté lors du coup d’État du 2 décembre 1851 et exilé en Espagne. Il ne rentre en France qu'en 1860. Il est élu député en 1871 et siège au groupe de la Gauche républicaine. Battu aux législatives en 1876 et 1877, il est finalement élu sénateur en 1882. Il meurt en fonction en 1885.